# Crveni krst (Belgrade)
Pour l'une des municipalités de la ville de Niš, voir Crveni krst.
Crveni krst (en serbe cyrillique : Црвени крст) est un quartier de Belgrade, la capitale de la Serbie. Il est situé pour l'essentiel dans la municipalité urbaine de Vračar, avec une partie dans la municipalité de Zvezdara. En 2002, la partie du quartier située à Vračar comptait 12 736 habitants.
Crveni krst apparaît comme une extension orientale du quartier de Čubura.

## Localisation
Crveni krst est situé dans le centre-est de la municipalité de Vračar et à l'ouest de la municipalité de Zvezdara ; le quartier s'étend autour d'une petite place qui porte elle aussi le nom de Crveni krst. Le quartier est entouré par ceux de Čubura à l'ouest, Kalenić au nord-ouest, Đeram au nord, Lipov Lad au nord-est, par le secteur du stade du FK Obilić à l'est et par le quartier de Pašino brdo au sud.

## Histoire
En 1595, le grand vizir ottoman Sinan Pacha fit brûler les reliques du plus grand saint de Serbie, Saint Sava, quelque part sur la colline de Vračar ; deux siècles plus tard, la localisation exacte de l'événement était devenue problématique. Une majorité d'historiens situe le lieu au sommet de la colline, à l'emplacement de l'actuelle église Saint-Sava ; suivant cette hypothèse, le libraire et éditeur Gligorije Vozarović (1790-1848) aurait fait ériger une croix en bois pour signaler l'emplacement présumé de la crémation. En revanche, pour d'autres historiens, les reliques du saint n'auraient pas été brûlées à Vračar mais dans l'actuel parc de Tašmajdan. Selon une autre version, Vozarović aurait fait ériger cette croix comme un symbole de la victoire et de la libération de la Serbie vis-à-vis de l'Empire ottoman.
Le secteur s'urbanisa progressivement et le quartier fut connu sous le nom de Vozarev krst, la « croix de Vozarov(ić) ». Plus tard, l'Association de Saint Sava remplaça la croix en bois par une autre croix de couleur rouge, ce qui donna au quartier son nom actuel de Crveni krst, la « croix rouge » ; en revanche, une communauté locale (mesna zajednica) de l'actuelle municipalité de Vračar, qui englobe le quartier, porte encore le nom de Vozarev krst.

## Architecture

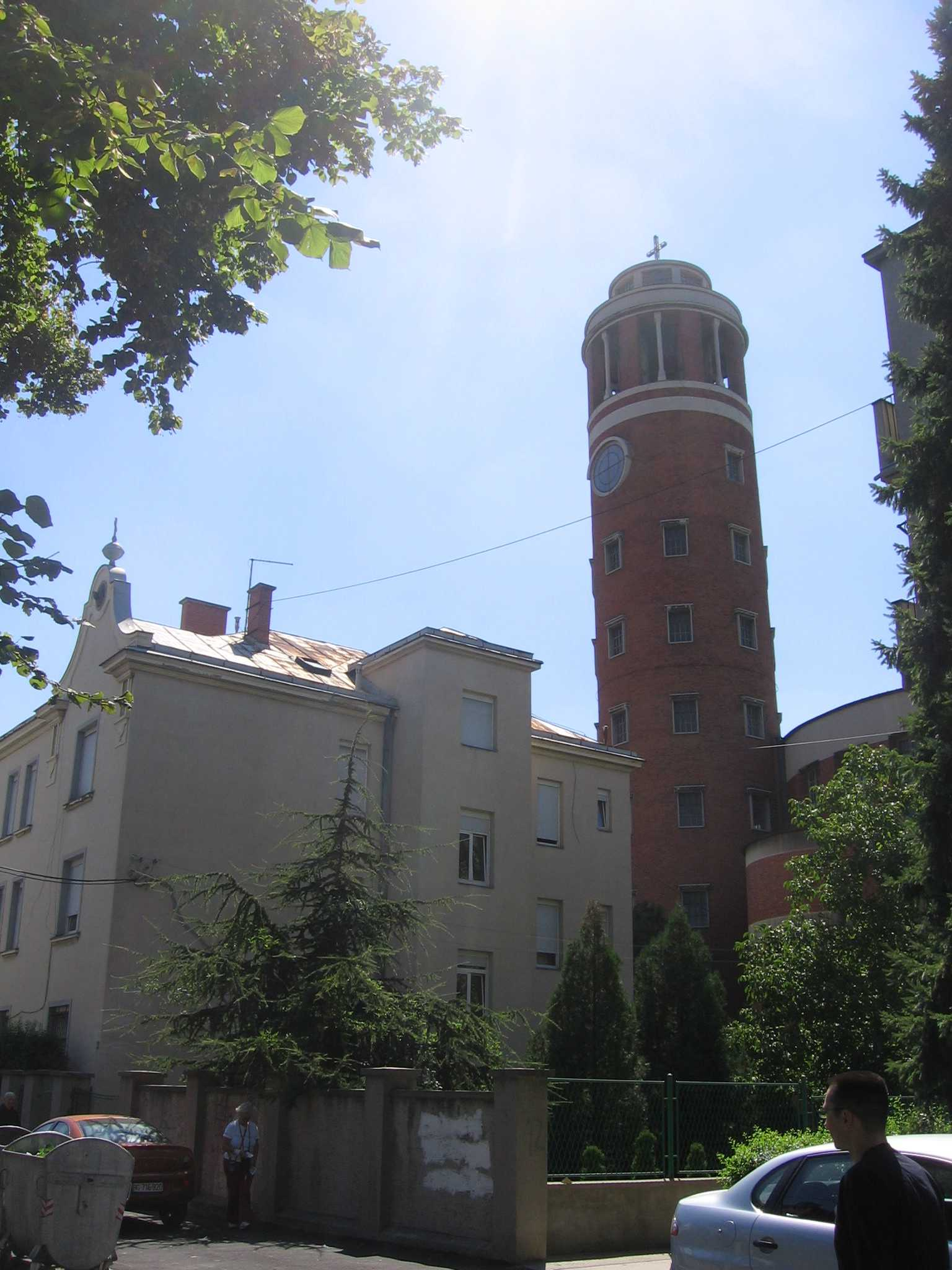
Le clocher de l'église Saint-Antoine de Padoue

Deux édifices religieux importants sont situés dans le quartier. L'église de la Protection de la Mère-de-Dieu (Kajmakčalanska 55) date de 1933 ; elle a été conçue par Momir Korunović (1883-1969) dans un style néobyzantin avec des éléments néoromans notamment dans la conception du clocher qui domine le narthex,. L'église catholique Saint-Antoine de Padoue a été construite entre 1928 et 1932 sur des plans de l'architecte slovène Jože Plečnik dans le style de la Sécession viennoise ; elle est une des rares églises rondes de la capitale serbe et la seule à posséder un clocher penché.

## Culture et sport

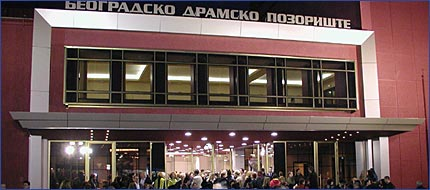
L'entrée principale du Théâtre dramatique de Belgrade

Le quartier de Crveni krst abrite le Théâtre dramatique de Belgrade (en serbe : Београдско драмско позориште et Beogradsko dramsko pozorište), qui a ouvert ses portes en 1948 ; au milieu des années 1950 jusqu'au début des années 1960, le théâtre a connu son âge d'or, avec un succès dû principalement à des représentations de pièces contemporaines américaines ; il a été complètement rénové en 2003.
Le quartier possède une célèbre équipe de basket-ball, le Radnički, fondé en 1945, qui a été champion de Yougoslavie en 1973 et qui a remporté la coupe nationale en 1976.
Le Centre de culture physique de Vračar (en serbe : Centar za fizičku kulturu Vračar) a ouvert ses portes en 1970 ; il dispose de nombreuses installations notamment pour pratiquer le handball, le volley-ball, le basket-ball, les arts martiaux, la natation ou le water-polo.

## Transports
La place de Crvni krst constitue un carrefour au croisement de cinq rues : Mileševska, Vojvode Šupljikca, Branka Krsmanovića, Jovana Rajića et  Žička ; la ligne de bus 83 y possède un de ses terminus et la ligne de trolleybus 22L y passe également. En plus de la ligne 83, le quartier est desservi par les lignes de bus 46 et 55 qui, à sa limite méridionale, passent sur le Južni Bulevar (le « Boulevard du sud »), ; en plus de la ligne 22L, quatre autres lignes desservent Crveni krst, les lignes 19, 21, 22, et 29 ; à la limite nord du quartier, le long du Bulevar kralja Aleksandra, quatre lignes de tramway sont également à la disposition des habitants, les lignes 5, 6, 7 et 14. La future ligne 1 du métro léger de Belgrade devrait disposer d'une station dans le quartier[réf. nécessaire].